# Олександрівська дзвіниця
Олександрівська дзвіниця — дзвіниця Свято-Успенського собору в місті Харків, побудована у 1821—1844 роках. Має висоту 89,5 м, та є другою за висотою дзвіницею в Україні та найвищою у Харкові. До 2006 року Олександрівська дзвіниця була найвищою будівлею Харкова. Пам'ятка архітектури національного значення № 1603.

## Історія

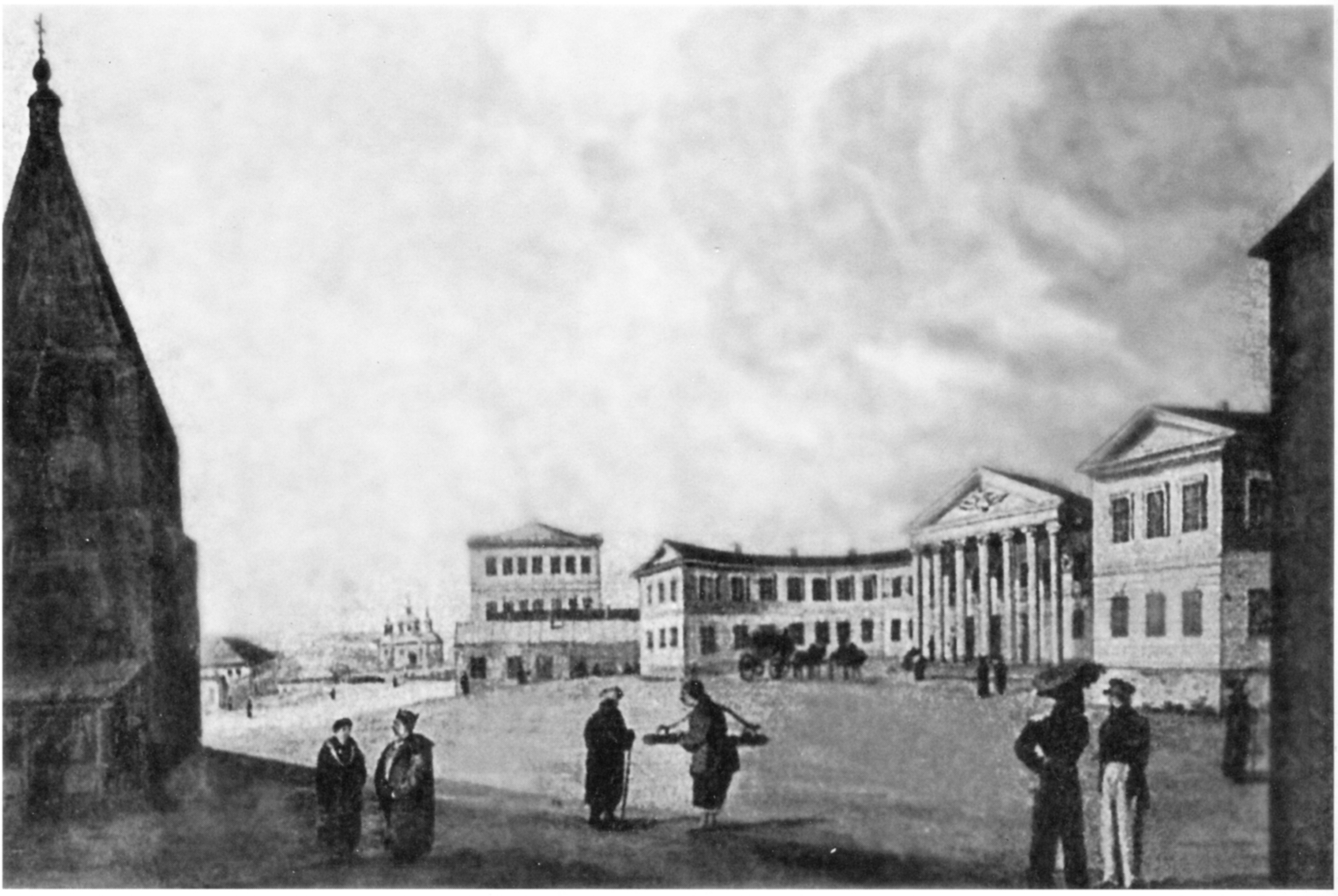
Стара дзвіниця у кадрі ліворуч

Перша згадка про Успенський собор в писемних джерелах зустрічається в донесенні 1658 року воєводи Офросімова до Москви. У 1685—1687 роках була побудована нова кам'яна будівля Успенського собору з окремою дзвіницею, її дата будівництва невідома. У 1733 році собор постраждав від великої міської пожежі. Від храму залишились тільки кам'яні стіни, але за рік храм був відбудований. Коли в стінах храму виявили тріщини, стало зрозуміло, що навіть капітальний ремонт будівлю не врятує. Було прийнято рішення побудувати на цьому місці новий собор. Будівництво нового собору тривало з 1771 по 1777 рік, а стара дзвіниця була залишена.
13 лютого 1819 року на зборах було вирішено демонтувати стару дзвіницю, бо вона не відповідала пишному стилю храму, а також було ухвалене рішення про зведення нової дуже високої дзвіниці на честь перемоги над Наполеоном у війні 1812 року. Дзвіницю вирішено назвати Олександрівською. У квітні 1819 року стара дзвіниця знесена, а 1821 року розпочалося зведення нової за проєктом професора архітектури Харківського університету Євгена Олексійовича Васильєва.

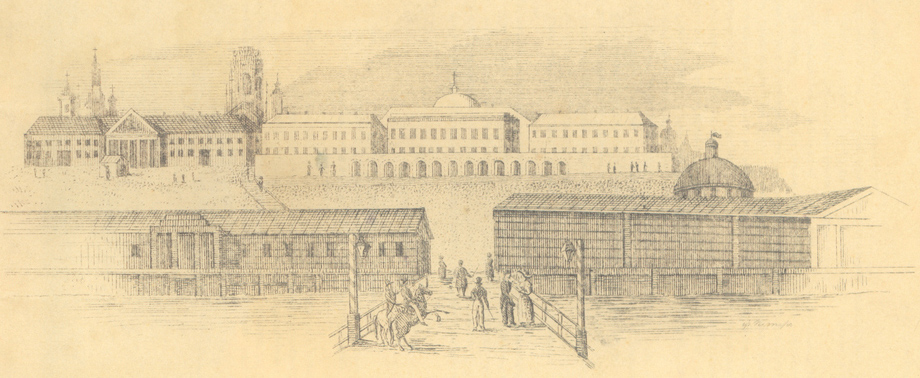
Будівництво дзвіниці у 1833 році

Будівництво тривало з 1821 по 1844 рік. Було зібрано багато пожертв, але роботи велись без поспіху і з перервами. 1833 року помер Євген Васильєв, тому з 1837 року роботи очолював архітектор Андрій Андрійович Тон, відомий своїми проєктами церков і будівель в стилі класицизм. Дзвіницю намагались зробити наскільки можливо міцною, тому фундамент дзвіниці заглиблений у твердий ґрунт на 10 м, стіни завтовшки понад 6 м. При будівництві було використано 3,5 млн цеглин і 65,5 тонн зв'язного заліза. На дзвіниці було встановлено 12 дзвонів, найменший дзвін важив 8 кг, а найбільший — понад 3 тонни.
4 листопада 1846 отримав статус катедрального, а Покровський собор, який до цього був катедральним, став просто монастирським храмом. Оскільки дзвіниця собору зводилась «въ память избавления отечества отъ нашествія иноплеменныхъ въ 1812 году», на дзвіниці було зроблено надпис: «Богу Спасителю за избавленіе отечества отъ нашествія галловъ и съ ними двадесяти языкъ».

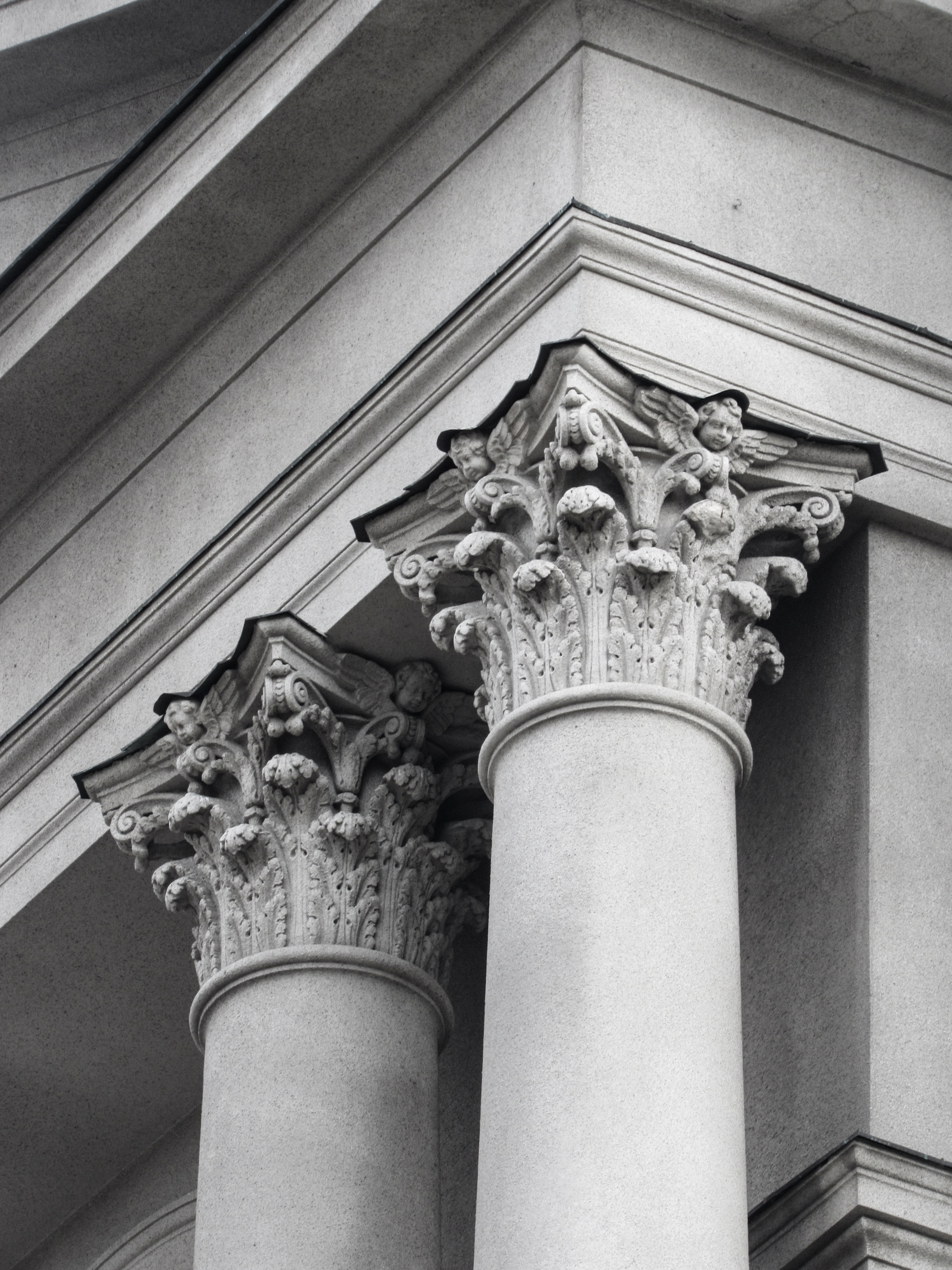
Капітелі дзвіниці з маскаронами янголів

У 1855 Харківське міське зібрання ухвалило рішення за міські кошти встановити на дзвіниці баштовий годинник і утримувати коштом міста годинникаря. Влітку 1862 року годинник французького виробництва, зроблений паризькою фірмою «Борель», встановили. У вересні 1863 року колишній найбільший 200 пудовий дзвін був замінений коштом промисловців братів Рижових, набагато більшим дзвоном вагою понад 16,1 тону. Його підняття і встановлення на першому ярусі дзвіниці зібрало велику кількість глядачів.
Невдовзі до дзвіниці прибудували каплицю, яку посвятили на честь Святого Миколая. У 1889 році в ній був встановлений відлитий зі срібла так званий Царський дзвін вагою 300 кг. На дзвоні серед орнаментів зображена монограма з ініціалами імператора, оточена гірляндою з рельєфним зображенням імен імператорських дітей.
У 1924 на дзвіниці була встановлена антена першої української радіостанції. День першого виходу радіостанції в ефір — 16 листопада — став професійним святом працівників радіо та зв'язку. Студія розміщувалась поблизу і для того, щоб дзвін не заважав трансляціям, а також у рамках антирелігійної кампанії, собор в цьому ж році закрили. Пізніше передавальний пристрій встановили всередині собору, знищивши при цьому цінні фрески. Радіостанція працювала до 1941 року.
Наприкінці 1950-х років в соборі провели ремонтні роботи за проєктом архітектора В. Коржа і мистецтвознавця Р. Кутепової. Була перекрита стеля, обтинькований і пофарбований фасад. У 1959 році була частково відреставрована Олександрівська дзвіниця: перекритий і позолочений купол. Також були замінені сходи, на дзвіниці встановлений новий годинник з діаметром циферблата 3,7 м і довжиною хвилинної стрілки понад 1,5 м. Роботи з відновлення автентичного вигляду собору і дзвіниці почались у 1970-х роках і тривали 12 років.. Керувала роботами Корнеєва Валентина Іванівна. Після укріплення фундаменту і стін, були зведені п'ять куполів, їх покрили міддю, позолотили й встановили хрести. Було реставровано фасад: розібрані пізніші прибудови, відтворені карнизи, наличники вікон і втрачені архітектурні елементи. Також були реставровані інтер'єри. У 1985 році ураган пошкодив оточену лісами дзвіницю.
До 350-річчя Харкова Укрпоштою у 2004 році виготовлена поштова марка, на якій зображена дзвіниця Успенського собору, а НБУ випустив монету номіналом 5 гривень, із зображенням дзвіниці собору на аверсі.
Дзвіниця Успенського собору є окремою від собору пам'яткою архітектури національного значення з охоронним номером № 1603. Наразі й дзвіниця і храм належать Українській православній церкві Московського патріархату. Московським патріархатом на дзвіниці встановлено велику дошку із зображення герба Росії, зброї та написом російською мовою «Александро-Невская колокольня построена усердиями горожан в ознаменование победы в отечественной войне 1812 года, признательности Богу в спасении России от нашествия Наполеона и входа русских войск в Париж.».
До 2006 року Олександрівська дзвіниця була найвищою будівлею Харкова. У 2006—2007 роках цей статус перейняв ряд житлових комплексів, зокрема ЖК «Піонер» і «Світлий будинок».
У 2022 під час Російського вторгнення в Україну собор постраждав від обстрілу російських військ.

## Опис
Перша дзвіниця являла собою невелику двоярусну чотириповерхову прямокутну споруду з арковими вікнами. Ймовірно, майже без деталей. Нагорі шатровий дах з невеликим хрестом.
Нова дзвіниця виконана у стилі класицизм, як і більшість інших споруд Євгена Васильєва. Дзвіниця розділена на 5 ярусів: перший двоповерховий ярус з арковими вікнами, частина з яких глухі. Над вікнами другого поверху — трикутні сандрики. В центрі, навколо головного входу в храм, чотири пілястри тосканського ордера, які підтримують фронтон, де був напис. Другий ярус квадратний у плані з чотириколонним портиком. В центрі розташована арка, яку також підтримують менші колони. Третій ярус — круглий, має двоколонні портики й чотири арки, й чотири глухі вікна. Четвертий — розділено півколонами, зроблено чотири арки у всю висоту поверху. П'ятий прикрашено карнизами над циферблатами годинників. Нагорі ярусу — ще один карниз, що відокремлює купол з золотим покриттям. Колони й півколони другого, третього і четвертого ярусів — коринфського ордера. В центрах їх капітелей є маленькі маскарони янголів. Дзвіниця є домінантою усього центру міста, її видно з багатьох місць у Харкові. З верхнього ярусу дзвіниці відкривається панорамний краєвид на центр міста і Залопань. Наразі вона не використовується як оглядовий майданчик.

## Галерея

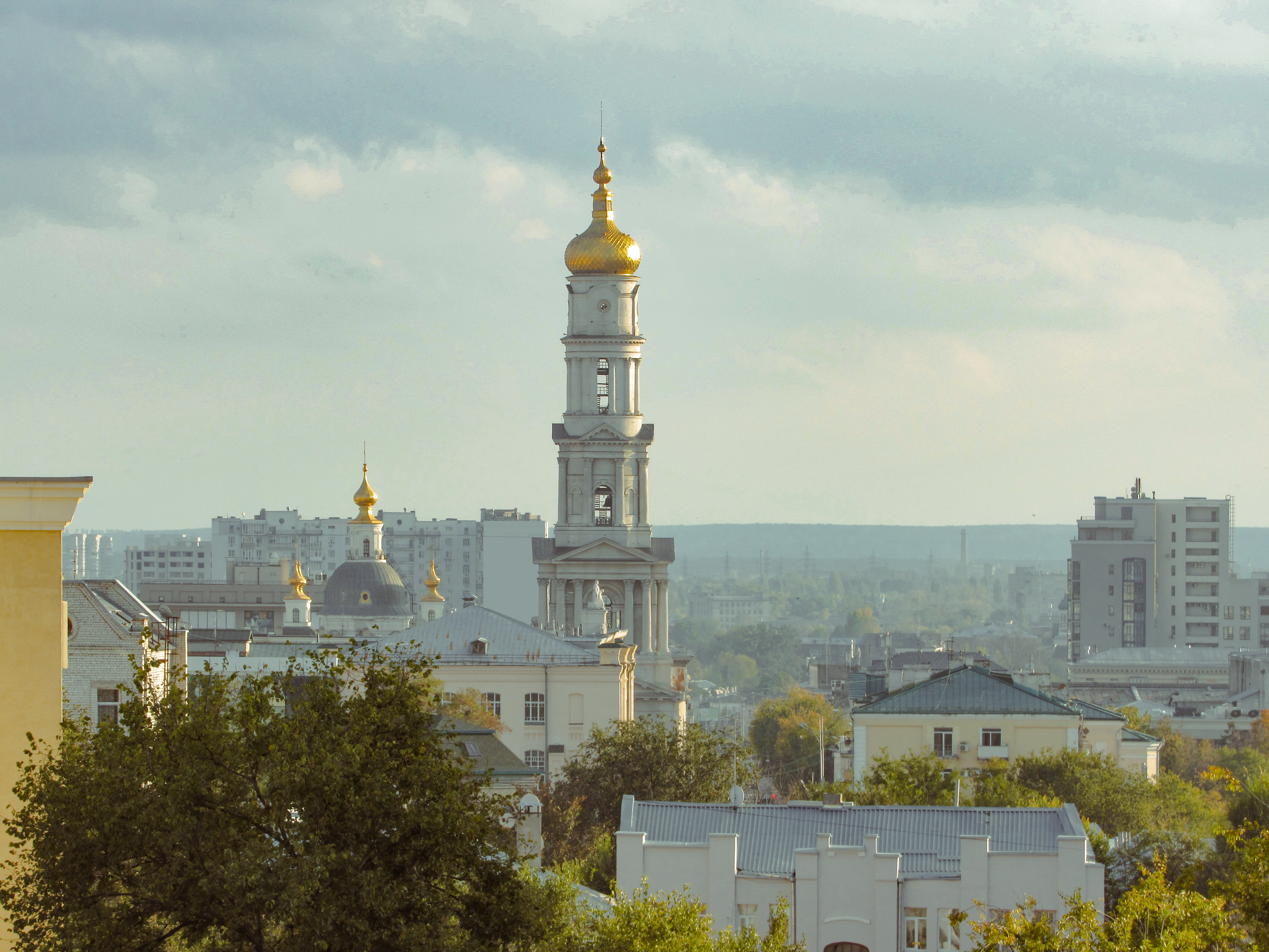
Дзвіниця на панорамі міста
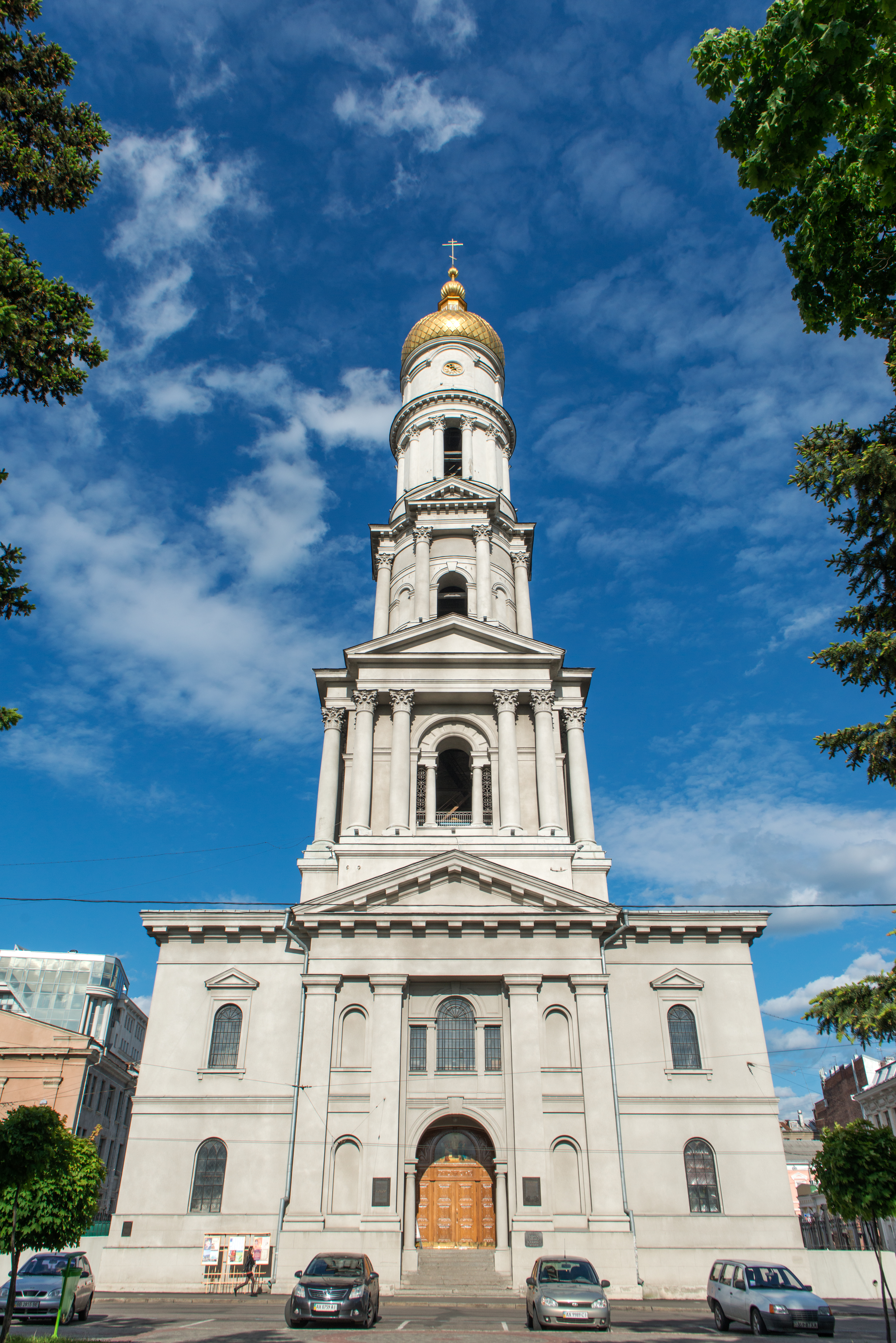
Дзвіниця зі скверу Вічний вогонь
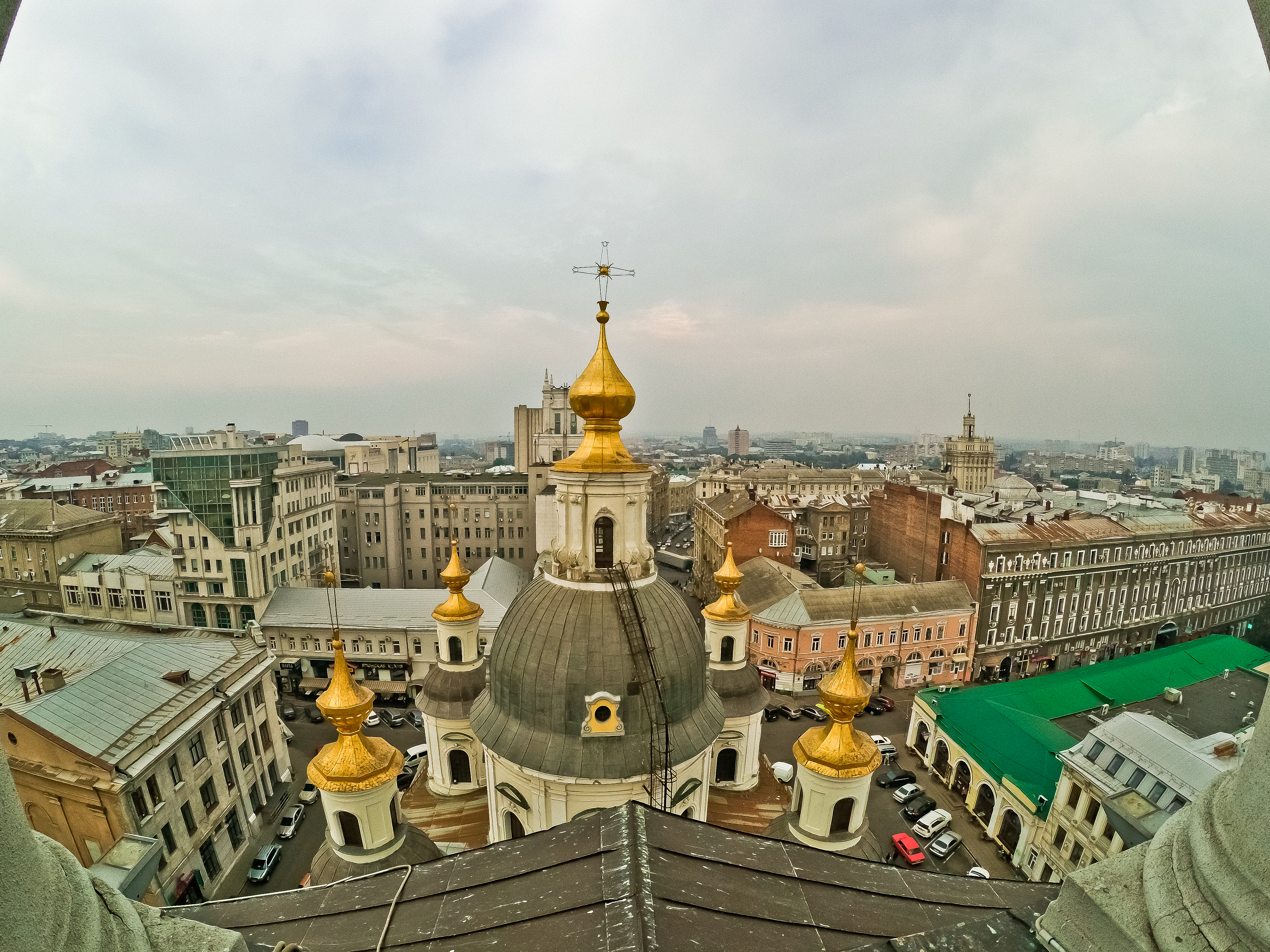
Краєвид з третього ярусу дзвіниці
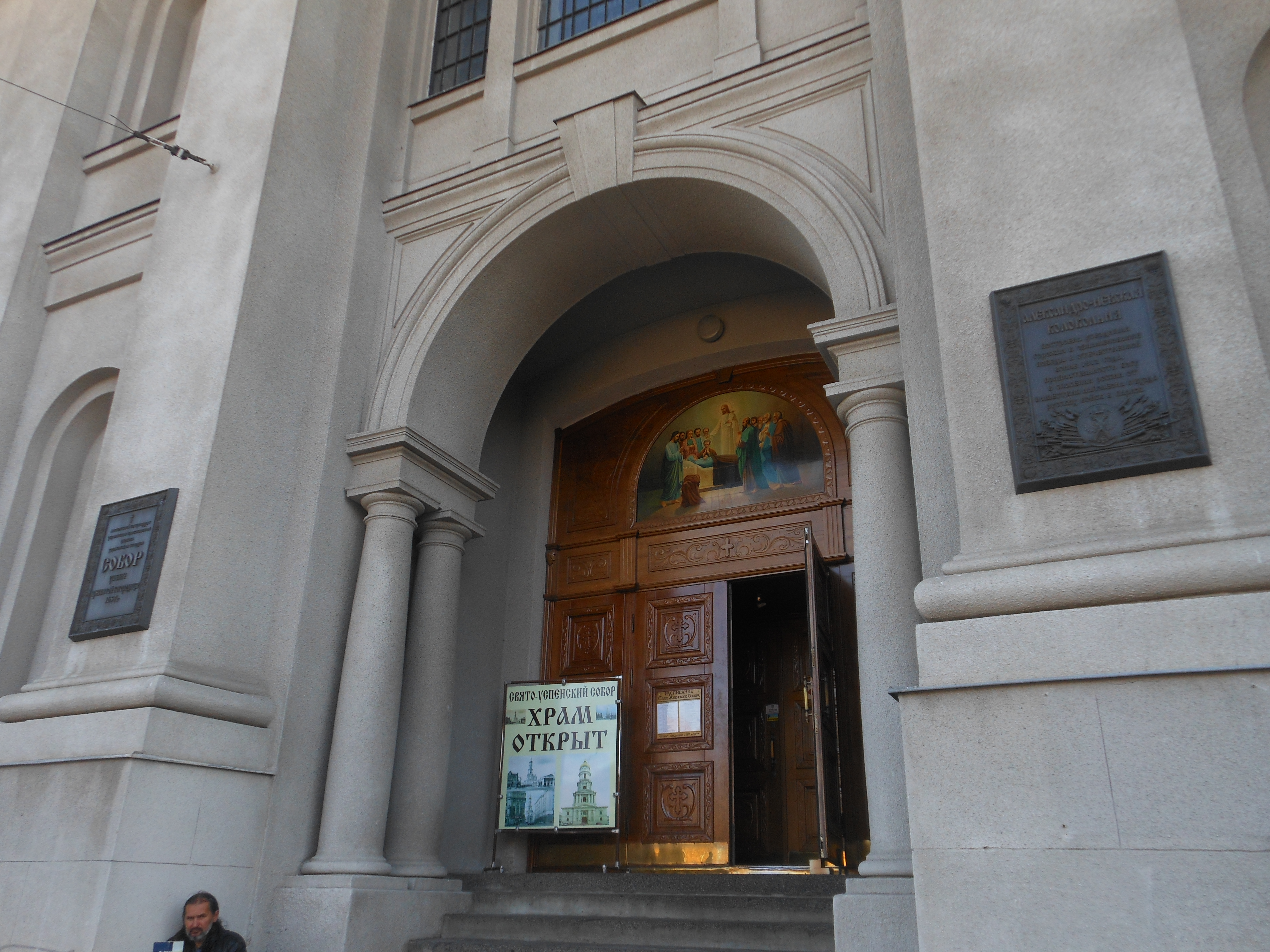
Головний вхід
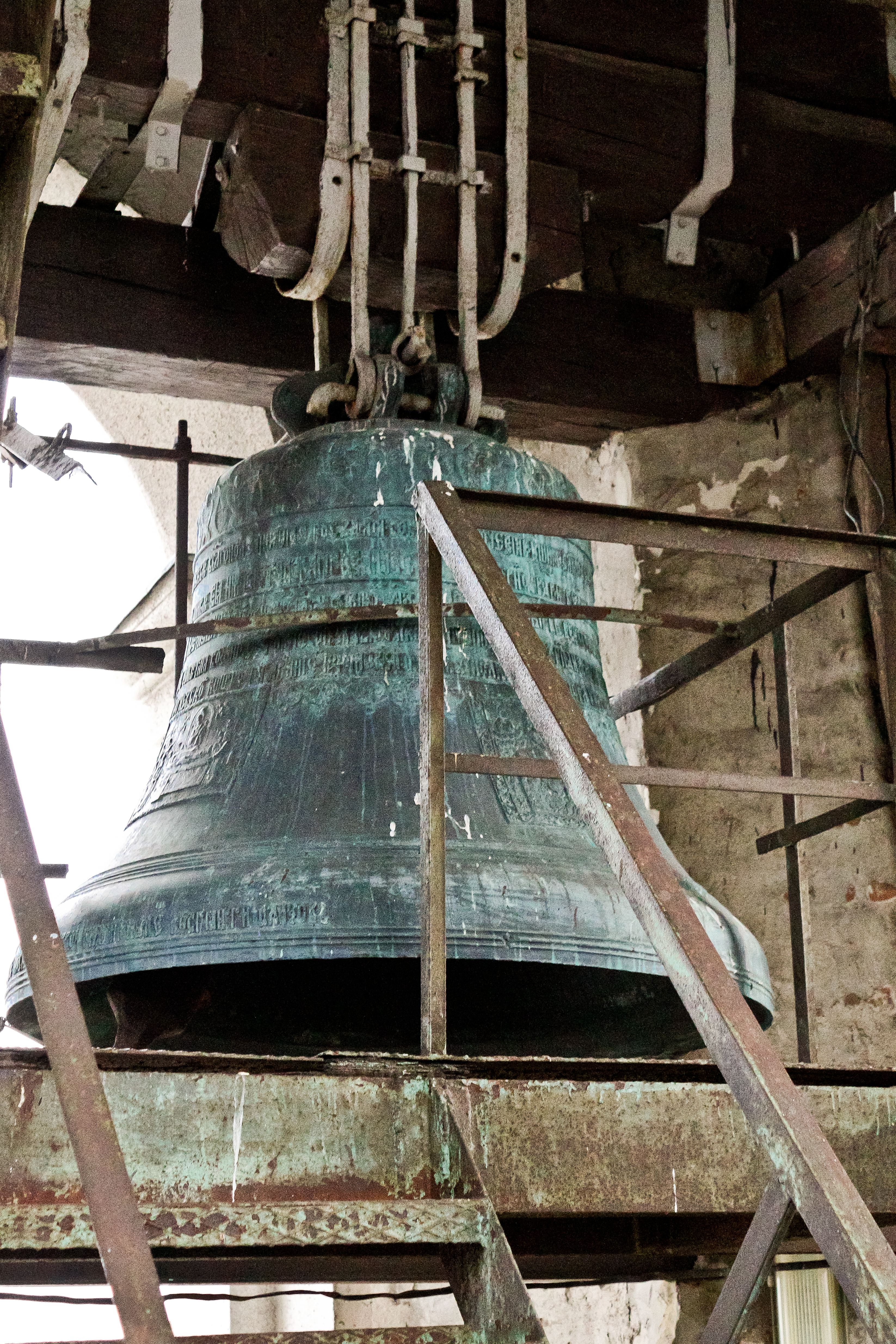
Один зі старовинних дзвонів
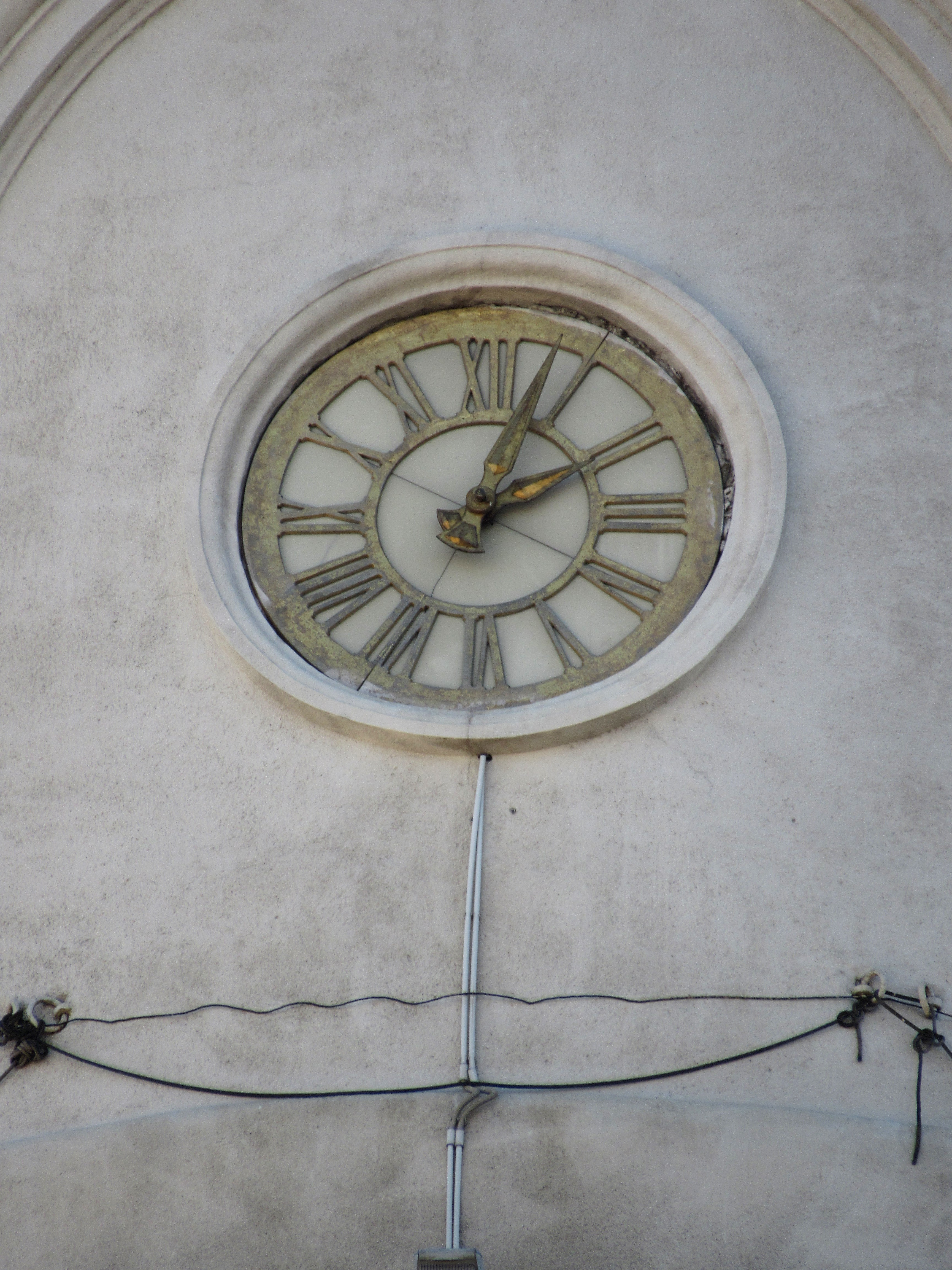
Годинник на 5 ярусі